# James Cohen
Horace James Cohen (ur. 6 maja 1906 w Southwark w Londynie, zm. 14 marca 1958 w Westminsterze w Londynie) – brytyjski lekkoatleta, skoczek w dal i sprinter, wicemistrz igrzysk Imperium Brytyjskiego, olimpijczyk.
Na igrzyskach olimpijskich reprezentował Wielką Brytanię, a na igrzyskach Imperium Brytyjskiego Anglię.
Odpadł w kwalifikacjach skoku w dal na igrzyskach olimpijskich w 1928 w Amsterdamie (zajął 39. miejsce).
Zdobył srebrny medal w sztafecie 4 × 110 jardów (sztafeta angielska biegła w składzie: Cohen, John Heap, John Hanlon i Stanley Engelhart) oraz zajął 6. miejsce w skoku w dal na igrzyskach Imperium Brytyjskiego w 1930 w Hamilton.
Cohen był mistrzem Wielkiej Brytanii (AAA) w skoku w dal w 1929.
Cierpiał na niepełnosprawność (głuchotę).